# Fauveliella tigrina
Fauveliella tigrina là một loài bọ cánh cứng trong họ Cerambycidae.